# Làzar Bérman
Làzar Naúmovitx Bérman (en rus: Ла́зарь Нау́мович Бе́рман) (Leningrad, URSS, 26 de febrer de 1930 – Florència, Itàlia, 6 de febrer de 2005) va ser un pianista soviètic.

## Biografia
Bérman va néixer en una família d'origen jueu de Leningrad. La seva mare, Anna Làzarevna Makhóver, també era pianista fins que problemes auditius van interrompre la pràctica. Va ser la primera a iniciar el seu fill al piano i aquest va prendre part en el seu primer concurs de piano amb tres anys. Amb set anys, va gravar una fantasia de Wolfgang Amadeus Mozart i una masurca que havia compost, abans fins i tot de saber escriure. Emil Guílels el va descriure llavors com un "fenomen del món musical". L'any 1939, quan té nou anys la seva família es trasllada a Moscou perquè pugui estudiar amb Aleksandr Goldenvéizer al Conservatori Txaikovski de Moscou com Sviatoslav Richter, Vladímir Sofronitski i Maria Iúdina. Un any més tard l'any 1940 va donar el seu primer concert oficial tocant el Concert núm. 25 de Mozart. L'any 1941, els estudiants van ser desallotjats de Moscou en companyia de les seves famílies cap a Samara, una ciutat del Volga situada al sud de Rússia, per la batalla de Moscou que tenia lloc i que feia les condicions de vida massa difícils.

## Repertori
Bérman mostrava una actuació espectacular amb tanta emoció com potència. Arribava per exemple a donar fins a tres concerts o tres sonates per a piano en una mateixa tarda. Era reconegut com un gran intèrpret de la música de Franz Liszt i va ser beneficiari del Premi Franz Liszt d'Hongria l'any 1977 per a la seva interpretació dels Estudis d'execució transcendent.
Bérman deia rebutjar tocar la música de Frédéric Chopin, explicant-ho de la manera següent: "És clar, l'he tocat en el passat, però fa molts anys, em vaig inscriure al Concurs Internacional de Piano Frédéric Chopin a Varsòvia i no em van seleccionar. Aquest va ser un terrible cop per al meu orgull i em vaig prometre que en el futur no el tocaria més." No obstant això, tocava peces de Frédéric Chopin en concert al final dels anys 1980 i es disposa afortunadament de diversos enregistraments d'obres del compositor polonès que daten dels anys 1970.

## Discografia
- Liszt: Liszt – Els Anys de pelegrinatge (Deutsche Grammophon, 1977, publicació l'any 2002);
- Russian Piano School: Lazar Berman, Robatori núm. 8 (Melódia, 1997);
- Liszt: Klavierkonzerte Nr. 1 & 2 – Venezia e Napoli, Wiener Philharmoniker/Carlo Maria Giulini (Deutsche Grammophon, 1977)
- Concerto per a piano i Orquestra No. 1 Tchaikovski, Orquestra Philharmonique de Berlín, Herbert von Karajan ("Grammophon" 1978)